# Zeitschrift für Immissionsschutzrecht und Emissionshandel
Die Zeitschrift für Immissionsschutzrecht und Emissionshandel (I + E) ist eine juristische Fachzeitschrift, die seit 2011 im Lexxion Verlag in Berlin erscheint und die aktuellen Entwicklungen des Immissionsschutzrechts, des technischen Immissionsschutzes sowie des Emissionshandels beleuchtet. Zur Zielgruppe zählen Behörden, Betriebsbeauftragte, Vorhabenträger und Unternehmen sowie deren Berater. Zu den Herausgebern zählen Andrea Versteyl, Jürgen Fluck, Hans D. Jarass, Hans-Joachim Koch und Alexander Schink.

## Themenbereiche
- Deutsche Emissionshandelsstelle (DEHSt)
- Erneuerbare-Energien-Gesetz (EEG)
- Emissionsberechtigung, Emissionshandel, Emissionshandelsperiode, Emissionshandelssystem
- Energieeffizienz
- Lärmschutz, Lichtimmission, Luftreinhaltung
- Netzausbau, Netzausbaubeschleunigungsgesetz (NABEG)
- Umweltinformationsgesetz (UIG), Umweltinformationsrichtlinie (UIRL), Umwelt-Rechtsbehelfsgesetz (UmwRG), Umweltverträglichkeitsprüfung (UVP)